# Генератор сигнала
Генератор сигнала (сигнал генератор, генератор функција, функцијски генератор, тон генератор, генератор тона) је електронски инструмент који је у стању да производи излазне напоне разних облика. Користи се за дизајнирање, тестирање и поправке електронских уређаја.

## Врсте
Постоји више разних врста, од једноставних типова који производе само синусоидалне таласне облике до сложених уређаја који производе читав низ репетитивних и импулсних напонских облика. Генератори који производе више врста таласних облика се понекад зову и генератори функција. Ако производе само фреквенције чујног спектра, понекад се зову само тон генератори.

## Рад
Сви генератори сигнала имају у себи осцилатор као извор сигнала. Старији аналогни уређаји су користили промјену отпора или капацитета у електричном колу осцилатора за промјену фреквенције. Дигитални уређаји обично користе синтетизатор (стварач) фреквенција.
Минималне контроле сигнал генератора су за промјену амплитуде и фреквенције излазног сигнала. Већина уређаја има читав низ додатних функција.